# José Manuel Franco
José Manuel Franco Pardo (Puebla del Brollón, Lugo, 8 de septiembre de 1957) es un político español. Ha sido presidente del Consejo Superior de Deportes desde 2021 hasta junio del 2023. Con anterioridad a este cargo, entre 2020 y 2021 fue delegado del Gobierno en la Comunidad de Madrid. Asimismo, desde septiembre de 2017 hasta mayo de 2021 fue secretario general del PSOE de la Comunidad de Madrid.

## Trayectoria
Es licenciado en Derecho y funcionario de carrera del Ministerio de Defensa. Se afilió al Partido Socialista Obrero Español (PSOE) en 1981. Es diputado en la Asamblea de Madrid desde 1995, el año en que su partido perdió el Gobierno de la Comunidad de Madrid, habiendo desempeñado numerosos cargos en la cámara madrileña. Asimismo, ha formado parte de la ejecutiva del PSOE de Madrid bajo los liderazgos de Rafael Simancas y Tomás Gómez Franco. Tras la destitución de este último como secretario general en febrero de 2015, desempeñó las funciones de portavoz del Grupo Socialista en la Asamblea de Madrid hasta las elecciones autonómicas del 24 de mayo de 2015, en las que el candidato del PSOE fue Ángel Gabilondo, que obtuvo 37 diputados. Desde el 9 de junio de 2015 es portavoz adjunto del Grupo Socialista en la Asamblea de Madrid.

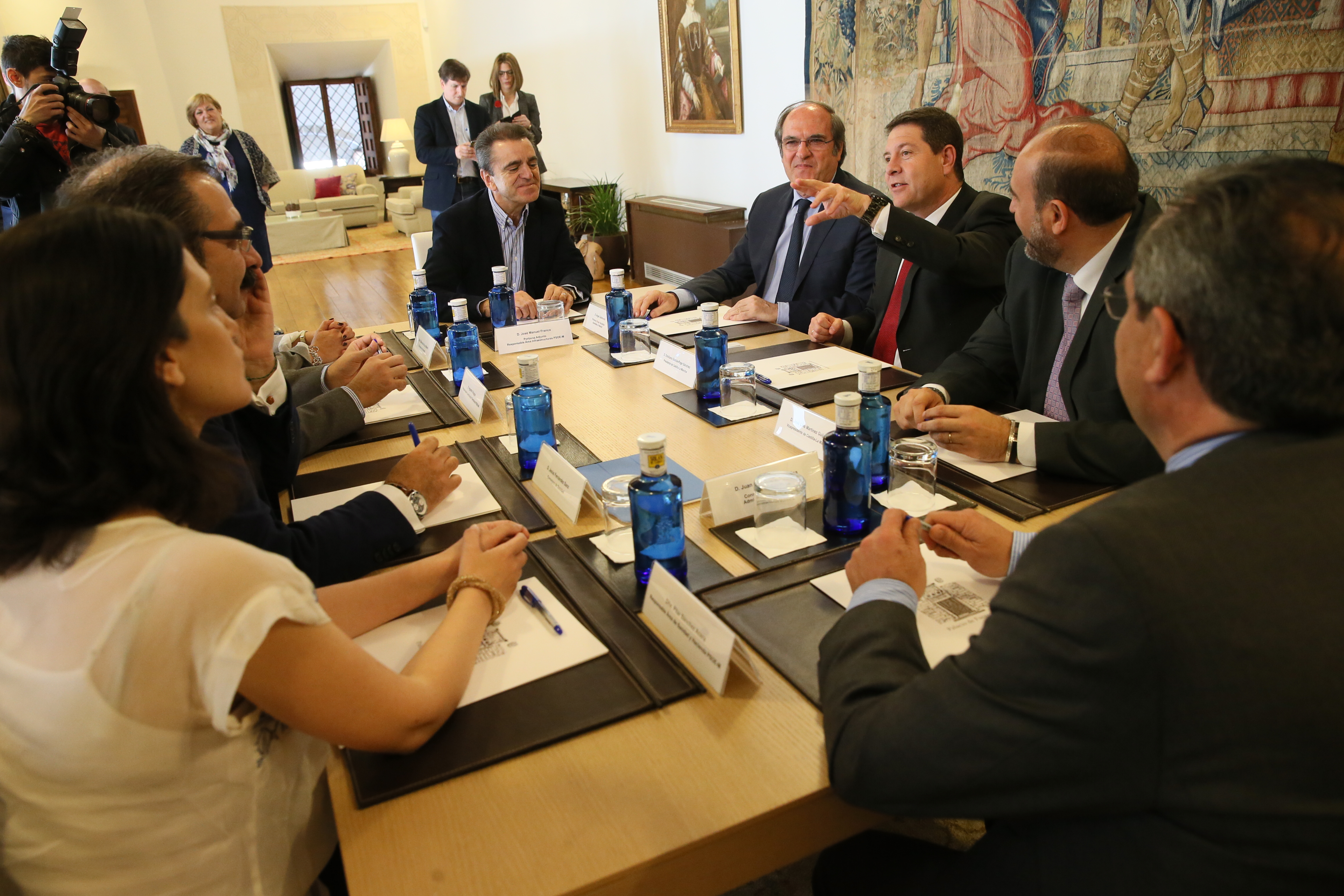
Fotografiado en 2016 durante una reunión de Ángel Gabilondo con Emiliano García-Page.

Durante las primarias del PSOE del 21 de mayo de 2017, coordinó la campaña de Pedro Sánchez en la Comunidad de Madrid, que obtuvo la victoria y regresó al liderazgo del partido. En las primarias celebradas el 30 de septiembre de 2017, obtuvo el 71% de los votos, siendo elegido secretario general del PSOE de la Comunidad de Madrid.
En 2017 defendió que en un estado federal resultado de una posible reforma de la constitución, Madrid debía ser una entidad más de dicho estado, y que, si tuviera que ser nación, «que lo sea dentro del Estado español, no debe asustarnos el nombre».
Candidato en el número 3 de la lista del PSOE de cara a las elecciones al Congreso de los Diputados por Madrid de abril de 2019, resultó elegido diputado.
A comienzos 2020 fue nombrado delegado del Gobierno en la Comunidad de Madrid, tomando posesión del cargo el 17 de febrero.
En 2020, la magistrada del Juzgado de Instrucción número 51 de Madrid Carmen Rodríguez-Medel, imputó a José Manuel Franco por un presunto delito de prevaricación por permitir una manifestación feminista el 8 de marzo en Madrid pese a un pretendido incremento del riesgo de contagio por la enfermedad de la COVID-19. La magistrada tras practicar diligencias, sobreseyó la causa el 12 de junio tras la falta de evidencias de la comisión de un delito, concluyendo que ninguna autoridad sanitaria dio indicaciones a José Manuel Franco para limitar las concentraciones públicas.
En marzo de 2021 fue cesado como delegado del Gobierno y fue nombrado presidente del Consejo Superior de Deportes y secretario de Estado para el Deporte del Gobierno de España en sustitución de Irene Lozano.
En junio de 2023 recibe la Medalla e Insignia de Oro y Brillantes de la Real Federación Española de Balonmano (RFEBM).

## Cargos desempeñados
- Concejal del Ayuntamiento de Monforte de Lemos (1984-1986).
- Diputado de las iv, v, vi, vii, viii, ix y x legislaturas de la Asamblea de Madrid[12] (1995-2019).
- Portavoz del Grupo Socialista en la Asamblea de Madrid (2015).
- Portavoz adjunto del Grupo Socialista en la Asamblea de Madrid (2015-2019).
- Secretario general del PSOE-M (2017-2021).
- Diputado por Madrid en el Congreso de los Diputados (2019-2020).
- Delegado del Gobierno en la Comunidad de Madrid (2019-2021).
- Presidente del Consejo Superior de Deportes (2021-2023).